# Acropsilus olegi
Acropsilus olegi är en tvåvingeart som beskrevs av Grichanov 1998. Acropsilus olegi ingår i släktet Acropsilus och familjen styltflugor. Inga underarter finns listade i Catalogue of Life.